# Alfonso Dastis
Alfonso María Dastis Quecedo, né le 5 octobre 1955 à Jerez de la Frontera, est un diplomate et homme d'État espagnol proche du Parti populaire (PP).
Il est ministre des Affaires étrangères et de la Coopération entre le 4 novembre 2016 et le 7 juin 2018.

## Biographie

### Débuts professionnels et ascension
Après avoir obtenu une licence en droit, il rejoint le corps diplomatique en 1983.
Il exerce diverses fonctions, notamment conseiller exécutif du ministre des Affaires étrangères, conseiller à la représentation permanente auprès de l'ONU conseiller au cabinet du président du gouvernement.

### Haut responsable diplomatique
Il est nommé le 2 septembre 2000 directeur de l'unité d'appui du comité organisateur de la présidence espagnole du Conseil de l'Union européenne en 2002 avec rang de sous-secrétaire par le président du gouvernement José María Aznar. Le 7 septembre 2002, il est promu aux fonctions de secrétaire général des Affaires européennes du ministère des Affaires étrangères par la nouvelle ministre Ana Palacio.
Lorsque les socialistes reviennent au pouvoir, il se trouve relevé de ses responsabilités le 20 avril 2004 par le successeur de Palacio, Miguel Ángel Moratinos. À peine deux mois plus tard, il est choisi comme nouvel ambassadeur d'Espagne aux Pays-Bas. Moratinos le démet cependant de cette fonction le 1er septembre 2007.
Après que les conservateurs ont retrouvé la direction du gouvernement, il est désigné le 31 décembre 2011 ambassadeur représentant permanent de l'Espagne auprès de l'Union européenne par le nouveau chef de la diplomatie José Manuel García-Margallo.

### Ministre des Affaires étrangères
Le 4 novembre 2016, Alfonso Dastis est nommé à 61 ans ministre des Affaires étrangères et de la Coopération dans le second gouvernement minoritaire de Mariano Rajoy. Perçu comme un expert discret, il est présenté comme un négociateur très habile, disposant d'un grand prestige et d'une haute considération auprès de l'Union européenne.
Le 25 octobre 2017, il est réprouvé par le Congrès des députés pour sa gestion de l'accueil des réfugiés en Espagne.

### Retour dans la diplomatie
Proposé par le nouveau ministre des Affaires étrangères, Josep Borrell, au poste d'ambassadeur en Italie, sa désignation est entérinée par le conseil des ministres du 7 septembre 2018. Il entre en fonction le 10 septembre après publication du décret de nomination au Bulletin officiel de l'État. Il devient également chef de la légation diplomatique à Saint-Marin le 3 novembre suivant. Conformément à la règle non-écrite voulant qu'un ambassadeur espagnol ne reste à la tête d'une même ambassade que quatre ans, il est nommé ambassadeur d'Espagne en Hongrie lors du conseil des ministres du 11 octobre 2022,.